# 巴轆公園
22°43′38″N 120°29′16″E / 22.727087°N 120.487740°E巴轆公園是臺灣屏東縣九如鄉的一座公園，在2010年啟用，名稱來自當地過去的平埔族「巴轆社」。公園所在之土地原為菸葉改良場，於閒置後改為巴轆公園及九如國小，公園內仍可見部分改良場設施，像是太陽能烤菸室、水塔、圓形迎賓拱門。九如鄉鄉長許重慶在2012年於公園內放養了錦鯉魚苗，使錦鯉成為了巴轆公園的特色之一。

## 介紹
屏東地區曾為重要的菸葉產地，而巴轆公園所在的土地即為過去的「菸葉試驗屏東改良場」。屏東地區最早的菸葉耕種及試驗機關為臺灣總督府於1918年9月在長興設置了「菸草耕作指導所」，其於同年11月改隸屬於臺南專賣局屏東出張所，並在1929年5月被裁撤。1934年12月，在屏東郡九塊庄九塊設置了「專賣局屏東支局屏東煙草試驗場」。1939年7月，改為「專賣局菸草試驗場屏東支場」（本場位於臺中大里，原址為臺中軟體園區）。1940年11月，改為「臺灣總督府菸草試驗場屏東支場」。
二戰後，專賣局改為臺灣菸酒公賣局，菸草試驗場屏東支場則成為「菸葉試驗所屏東改良場」。其在閒置後，九如鄉公所將其規劃為公園及九如國小新校地，而公園在2010年完工啟用，九如國小則在2012年遷校。